# Supercopa do Peru de Futebol
A Supercopa do Peru ou Supercopa Peruana é uma competição nacional de futebol do Peru. O torneio, criado em 2020, é organizado pela Federação Peruana de Futebol (FPF) e disputado entre o campeão da Primeira Divisão do Campeonato Peruano e o da Copa Bicentenario, estando aberta a todos os clubes da Liga1 e Liga2, primeira e segunda divisão do futebol peruano, respectivamente.
O Atlético Grau, vencedor da edição de 2020, é o primeiro e único campeão do torneio.

## Regulamento
A Supercopa é disputada em partida única, em campo neutro escolhido pela FPF, entre o campeão da Liga 1 e o da Copa Bicentenario do ano anterior à disputa. Em caso de empate nos 90 minutos do tempo regulamentar, o título será decidido nos pênaltis.

## Edições

### Títulos por ano
| Ano           | Campeão                                                               | Placar                                                                | Vice-campeão                                                          | Local                                                                 | Ref.                                                                  |
| ------------- | --------------------------------------------------------------------- | --------------------------------------------------------------------- | --------------------------------------------------------------------- | --------------------------------------------------------------------- | --------------------------------------------------------------------- |
| 2020 Detalhes | Atlético Grau                                                         | 3 – 0                                                                 | Deportivo Binacional                                                  | Estádio Miguel Grau, Callao                                           | [ 7 ] [ 8 ] [ 9 ]                                                     |
| 2021          | Cancelado por conta da pandemia de COVID-19                           | Cancelado por conta da pandemia de COVID-19                           | Cancelado por conta da pandemia de COVID-19                           | Cancelado por conta da pandemia de COVID-19                           | Cancelado por conta da pandemia de COVID-19                           |
| 2022          | Cancelado por conta das reformas do futebol peruano impostas pela FPF | Cancelado por conta das reformas do futebol peruano impostas pela FPF | Cancelado por conta das reformas do futebol peruano impostas pela FPF | Cancelado por conta das reformas do futebol peruano impostas pela FPF | Cancelado por conta das reformas do futebol peruano impostas pela FPF |

### Títulos por clube
| Clube                | Título(s) | Vice(s) | Ano(s) do(s) título(s) | Ano(s) do(s) vice(s) |
| -------------------- | --------- | ------- | ---------------------- | -------------------- |
| Atlético Grau        | 1         | —       | 2020                   | —                    |
| Deportivo Binacional | —         | 1       | —                      | 2020                 |

### Títulos por região
| Região | Título(s) | Vice(s) | Clube(s) campeão(ões) |
| ------ | --------- | ------- | --------------------- |
| Piura  | 1         | —       | Atlético Grau (1)     |
| Puno   | —         | 1       | —                     |